# Биће боље
Биће боље је југословенски филм снимљен 1994. године који је режирао Милан Јелић, а сценарио је писао Стеван Копривица.

## Кратак садржај
Бивши рели возач и бивша манекенка су, између осталог, и бивши супружници. Судбина је удесила да им животна инвестиција, кафић „Биће боље“, судском одлуком припадне по пола. И тако се у кафићу преламају разне судбине, живот са смешним и ружним догодовштинама као у породици, док се једнога дана не појаве и неизбежни „рекеташи“. Догађаји који следе удружиће поново супружнике и њихову „клијентелу“ у борби против „рекеташа“ и дилера.

## Улоге
| Глумац                  | Улога                          |
| ----------------------- | ------------------------------ |
| Драган Николић          | Дуле                           |
| Маја Сабљић             | Нада                           |
| Слободан Нинковић       | Дикан                          |
| Бранка Катић            | Прћа                           |
| Оливера Марковић        | Вића                           |
| Богдан Диклић           | Мика                           |
| Бранко Цвејић           | Пера                           |
| Никола Којо             | Сале                           |
| Боро Стјепановић        | Џиле                           |
| Неда Арнерић            | Мила                           |
| Бранка Пујић            | Лола                           |
| Јелисавета Саблић       | Сека                           |
| Драган Јовановић        | Бобек                          |
| Дубравко Јовановић      | Зебец                          |
| Зоран Цвијановић        | Чајковски                      |
| Драган Зарић            | Редитељ                        |
| Јелица Сретеновић       | Инспекторка                    |
| Бојан Димитријевић      | Зоран                          |
| Растко Лупуловић        | Бобан                          |
| Мирослав Бијелић        | Купац аутомобила Јанковић      |
| Даница Максимовић       | Шалтерска службеница у болници |
| Михајло Бата Паскаљевић | Радослав                       |
| Власта Велисављевић     | Миланче                        |
| Предраг Милинковић      | Милиционер                     |
| Борис Пинговић          | Секретар                       |
| Јелена Иванишевић       | Сестра                         |
| Александра Анђелковић   | Породиља                       |